# Ashley Tisdale
Ashley Michelle Tisdale-French (Monmouth megye, New Jersey, 1985. július 2. –) amerikai színésznő, énekesnő. 
2005–2008 között Maddie Fitzpatrick szerepében vált ismertté a Disney Channel Zack és Cody élete című sorozatában. A Disney által készített High School Musical-filmekben 2006–2008 között Sharpay Evanst alakította. 2007. február 6-án kiadta első szólóalbumát, Headstrong címmel.

## Fiatalkora és családja
A New Jerseyben fekvő Monmouth megyében látta meg a napvilágot, Lisa Morris és Mike Tisdale második gyermekeként. Nővére, Jennifer Tisdale színésznő és producer. Anyai nagyapja, Arnold Morris a Ginsu Knives fejlesztője, nagyapján keresztül rokonságban áll Ron Popeil üzletemberrel. Bill Perlman, a South Shores Mall aktuális menedzsere fedezte fel, amikor mindössze hároméves volt. Játszott a a Gypsy: A Musical Fable, és a The Sound of Music című színdarabokban a helyi Jewish Community Centerben.

## Pályafutása
Az 1990-es évek végétől több filmben és sorozatban feltűnt: Smart Guy, Hetedik mennyország, Grounded for Life, Boston Public, Strong Medicine, Bűbájos Boszorkák, Beverly Hills 90210. 2001-ben szerepelt a Donnie Darko című filmben, majd vendégül látták a The Amanda Showban, később pedig feltűnt a The Hughleysben és a Still Standigben.
2002-ben szerepelt a Fruit Gushers reklámjában. Később szerepelt Catherine Zeta-Jones-szal a T-Mobile reklámjában, valamint benne volt a Toys "R" Us játékokra szakosodott kiskereskedelmi lánc  reklámjában is, Abigail Breslinnel. Aztán megkapta Maddie Fitzpatrick szerepét a Zack és Cody életeben. A sorozat nagyon népszerű lett, Tisdale pedig a Disney Channel sztárjává vált. Kapott egy szinkronszerepet a Whisper of the Heartban. Aztán a Disney Channel filmjében, a High School Musical-ban játszott, a nagy sikerű film premierje után, 2006. január 20-án elment egy meghallgatásra, mivel meg akarta szerezni Erin Ulmer szerepét a Final Destination 3 című filmben, de nem sikerült neki.
Ashley eredetileg Gabriella Montez szerepére jelentkezett, de az alt hangja miatt, egy sötétebb, gonoszabb szerepet kapott, méghozzá Sharpay Evans-ét. A szerep szerint három dalt énekelt: What I've Been Looking For, Bop to the Top, és a We're All in This Together. A dalok Billboard Hot 100-on is szerepeltek, ő volt az első olyan előadó, aki két dallal debütált a Billboard Hot 100-on, a What I've Been Looking Forral és a Bop to the Toppal. Egy napon felvette a Disneynek, a Some Day My Prince Will Come-ot és a Kiss The Girlt (ehhez egy egy videóklip is készült), felvette a Dream is a Wish-t a Disney Channel sztárjaival, majd később pedig megjelent a Disney Channel-játékokon is a zöld csapat kapitányaként, és a 2007-es játékokon is részt vett a piros csapatban. 2007. augusztus 17-én debütáló High School Musical 2-ben is játszott. 2008-ban debütált a trilógia utolsó része a High School Musical 3. – Végzősök, amely az eddiginél is több sikert hozott a nyitó hétvégén 43 millió dollár volt a bevétele és ezzel elnyerte a legtöbbet jövedelmező zenés film címét. Ashley a filmben való kiváló színészi alakítás miatt 2009-ben elnyerte az MTV Movie Awards Breakthrough Performance Female díját is. Szinte az összes kritikus csak dicsérni tudta a filmet.
2007 óta ő Candace Flynn hangja a népszerű Disney Channel animációs sorozatban a Phineas és Ferbben. Ez az egyik legkedveltebb és legnézettebb animációs sorozat a gyermekek körében.

### Zenei karrier
Első szólóalbuma Headstrong címen jelent meg, a Warner Bros forgalmazásában. 2007. február 6-án került a boltok polcaira, és a Billboard 200 albumlistáján az 5. helyen debütált, 64 ezer darabot adtak el. Brazíliában a Headstrongból 23 ezer, míg az egész világon másfél millió példány kelt el.
A Be Good To Me videóklipje Headstrong album mellett a High School Musical: The Concert DVD-n is megjelent. Készített a Kiss The Girl c. számához is egy klipet, ami eredetileg A kis hableány c. filmben hallható, de megtalálható a The Little Mermaid Special Edition DVD-n is.
2009. június 16-án világszerte megjelent 2. szólóalbuma, a Guilty Pleasure. Új videóklipje pedig az It's Alright It's Ok lett. A korong már az első héten az eladási listák élén állt: az iTunes-on már több mint hatmilliószor adták el az Its Alright, Its Ok számot, a német Bravo magazinban pedig a 9. lett az "Menő cd-k" listáján.

## Filmográfia

### Film
| Év   | Magyar cím                                          | Eredeti cím                                              | Szerep                     | Magyar hang              |
| ---- | --------------------------------------------------- | -------------------------------------------------------- | -------------------------- | ------------------------ |
| 1995 | A könyvek hercege                                   | Whisper of the Heart                                     | Harada Juko (angol hangja) | Pekár Adrienn            |
| 1998 | Egy bogár élete                                     | A Bug's Life                                             | Áfonya cserkész (hangja)   |                          |
| 2001 | Donnie Darko                                        | Donnie Darko                                             | Kim                        |                          |
| 2002 |                                                     | The Mayor of Oyster Bay                                  | Jennifer                   |                          |
| 2007 | Hajrá csajok 4.                                     | Bring It On: In It to Win It                             | önmaga                     |                          |
| 2008 | High School Musical 3. – Végzősök                   | High School Musical 3: Senior Year)                      | Sharpay Evans              | Mezei Kitty              |
| 2009 | Ufók a padláson                                     | Aliens in the Attic                                      | Bethany Pearson            | Mezei Kitty              |
| 2010 |                                                     | Birds of Paradise                                        | Aurora (angol hangja)      |                          |
| 2011 | Sharpay csillogó kalandja                           | Sharpay's Fabulous Adventure                             | Sharpay Evans              | Mezei Kitty              |
| 2013 | Horrorra akadva 5.                                  | Scary Movie 5                                            | Jody                       | Mezei Kitty              |
| 2013 | A Mikulás-mentőakció                                | Saving Santa                                             | Fényes (hangja)            | Farkasházi Réka          |
| 2014 | A szerelem markában                                 | Playing It Cool                                          | önmaga                     |                          |
| 2016 | Csajos buli                                         | Amateur Night                                            | Fallon                     | Mezei Kitty              |
| 2018 | Bűbáj herceg és a nagy varázslat                    | Charming                                                 | Hamupipőke (hangja)        | Csifó Dorina             |
| 2020 | Phineas és Ferb, a film: Candace az Univerzum ellen | Phineas and Ferb the Movie: Candace Against the Universe | Candace Flynn (hangja)     | Pupos Tímea              |
| 2020 | Phineas és Ferb, a film: Candace az Univerzum ellen | Phineas and Ferb the Movie: Candace Against the Universe | Candace Flynn (hangja)     | Nádorfi Krisztina (ének) |

### Televízió

#### Tévéfilm
| Év   | Magyar cím                                                | Eredeti cím                                          | Szerep                 | Magyar hang |
| ---- | --------------------------------------------------------- | ---------------------------------------------------- | ---------------------- | ----------- |
| 1998 | Minden kutya a mennybe jut – A kiskutyák karácsonyi éneke | An All Dogs Christmas Carol                          | egyéb szereplők hangja |             |
| 2001 |                                                           | Nathan's Choice (rövidfilm)                          | Stephanie              |             |
| 2006 | Szerelmes hangjegyek                                      | High School Musical                                  | Sharpay Evans          | Vadász Bea  |
| 2007 | Szerelmes hangjegyek 2.                                   | High School Musical 2                                | Sharpay Evans          | Mezei Kitty |
| 2008 | Parti-randi                                               | Picture This                                         | Mandy Gilbert          | Mezei Kitty |
| 2011 | Phineas és Ferb a 2. dimenzióban                          | Phineas and Ferb the Movie: Across the 2nd Dimension | Candace Flynn (hangja) | Pupos Tímea |

#### Sorozat
| Év        | Magyar cím                               | Eredeti cím                         | Szerep                    | Megjegyzések                                              |
| --------- | ---------------------------------------- | ----------------------------------- | ------------------------- | --------------------------------------------------------- |
| 1997      |                                          | Smart Guy                           | Amy                       | 1 epizód                                                  |
| 1997      | Hetedik mennyország                      | 7th Heaven                          | Janice                    | 1 epizód                                                  |
| 2000      | Beverly Hills 90210                      | Beverly Hills, 90210                | Nicole Loomis             | 1 epizód                                                  |
| 2000      | Sztárok a szüleim                        | Movie Stars                         | diáklány                  | 1 epizód                                                  |
| 2000      |                                          | The Geena Davis Show                | Tracy                     | 1 epizód                                                  |
| 2000      |                                          | Boston Public                       | Carol Prader              | 1 epizód                                                  |
| 2000–2001 | Amanda show                              | The Amanda Show                     | több szerep               | 3 epizód                                                  |
| 2001      |                                          | Bette                               | Jessica                   | 1 epizód                                                  |
| 2001      | Kutya legyek…                            | 100 Deeds For Eddie Mcdowd          | Wendy                     | 1 epizód                                                  |
| 2001      | Még egyszer és újra                      | Once and Again                      | Marni                     | 1 epizód                                                  |
| 2001      |                                          | Kate Brasher                        | Winona                    | 1 epizód                                                  |
| 2001      | Bűbájos boszorkák                        | Charmed                             | szökevény tini            | 1 epizód                                                  |
| 2002      |                                          | The Hughleys                        | Stephanie                 | 3 epizód                                                  |
| 2002      | Már megint Malcolm                       | Malcolm in the Middle               | lány                      | 1 epizód                                                  |
| 2003      | Mrs. Klinika                             | Strong Medicine                     | Sherry Lowenstein         | 1 epizód                                                  |
| 2003      | A Sorscsapás család                      | Grounded for Life                   | Leah                      | 1 epizód                                                  |
| 2003      |                                          | George Lopez                        | Olivia                    | 1 epizód                                                  |
| 2003      | Szívem csücskei                          | Still Standing                      | Bonnie                    | 4 epizód                                                  |
| 2005–2008 | Zack és Cody élete                       | The Suite Life of Zack and Cody     | Maddie Fitzpatrick        | - főszereplő - magyar hangja: - Molnár Ilona              |
| 2006      | Hannah Montana                           | Hannah Montana                      | Maddie Fitzpatrick        | - 1 epizód - magyar hangja: - Molnár Ilona                |
| 2007      | Kim Possible                             | Kim Possible                        | Camille Leon (hangja)     | 4 epizód                                                  |
| 2007–     | Phineas és Ferb                          | Phineas and Ferb                    | Candace Flynn (hangja)    | - főszereplő - magyar hangja: - Pap Katalin - Pupos Tímea |
| 2007–2012 | Punk’d – SztÁruló                        | Punk’d                              | önmaga                    | 3 epizód                                                  |
| 2008      |                                          | Studio DC: Almost Live              | önmaga                    | 1 epizód                                                  |
| 2009      | Zack és Cody a fedélzeten                | The Suite Life on Deck              | Maddie Fitzpatrick        | - 1 epizód - magyar hangja: - Molnár Ilona                |
| 2009      | A nagy házalakítás                       | Extreme Makeover: Home Edition      | önmaga                    | 1 epizód                                                  |
| 2009      |                                          | Walmart Soundcheck                  | önmaga                    | 1 epizód                                                  |
| 2010      | Pecatanya                                | Fish Hooks                          | Clamantha (hangja)        | 1 epizód                                                  |
| 2010      |                                          | Glenn Martin, DDS                   | Katie (hangja)            | 1 epizód                                                  |
| 2010      | A Cleveland-show                         | The Cleveland Show                  | Lacey Stapleton (hangja)  | 1 epizód                                                  |
| 2010      | Family Guy                               | Family Guy                          | több szereplő hangja      | 2 epizód                                                  |
| 2010–2011 |                                          | Hellcats                            | Savannah Monroe           | főszereplő                                                |
| 2010–2011 |                                          | Take Two with Phineas and Ferb      | Candace Flynn (hangja)    | főszereplő                                                |
| 2012      | Nevelésből elégséges                     | Raising Hope                        | Mary Louise               | 1 epizód                                                  |
| 2012      | Kemény motorosok                         | Sons of Anarchy                     | Emma Jean                 | 2 epizód                                                  |
| 2013      | Eszementek                               | The Crazy Ones                      | Kelsi Lasker              | 1 epizód                                                  |
| 2013–2014 | Sabrina, a tiniboszorkány                | Sabrina: Secrets of a Teenage Witch | Sabrina Spellman (hangja) | - főszereplő - magyar hangja: - Molnár Ilona              |
| 2013–2014 | Csajos hármas                            | Super Fun Night                     | Jazmine Boubier           | 3 epizód                                                  |
| 2014      | Robotcsirke                              | Robot Chicken                       | több szereplő hangja      | 1 epizód                                                  |
| 2014–2016 |                                          | Young & Hungry                      | Logan Rawlings            | 3 epizód vezető producer                                  |
| 2015      | A kifutó                                 | Project Runway                      | önmaga                    | 1 epizód                                                  |
| 2015      | Séróból                                  | Clipped                             | Danni Giordano            | - főszereplő - magyar hangja: - Vadász Bea                |
| 2016      | Barátok és egyéb gubancok                | Truth Be Told                       | Sam                       | 1 epizód                                                  |
| 2016      | Amerikai fater                           | American Dad!                       | Amy Reed (hangja)         | 1 epizód                                                  |
| 2016–2018 | Skylander Akadémia                       | Skylanders Academy                  | Elf (hangja)              | főszereplő                                                |
| 2017      |                                          | Drop the Mic                        | önmaga                    | 1 epizód                                                  |
| 2017      |                                          | Ginger Snaps                        | Alma (hangja)             | főszereplő (10 epizód)                                    |
| 2018      | MacGyver                                 | MacGyver                            | Allie Winthrop            | 1 epizód                                                  |
| 2018      | Milo Murphy törvénye                     | Milo Murphy's Law                   | Candace Flynn (hangja)    | - 1 epizód - magyar hangja: - Pupos Tímea                 |
| 2019      | Boldog Karácsonyt és Kellemes Ünnepeket! | Merry Happy Whatever                | Kayla                     | főszereplő                                                |
| 2019–2020 |                                          | Carol's Second Act                  | Jenny Kenney              | főszereplő                                                |

## Diszkográfia

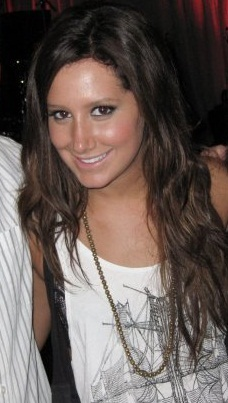
2009-ben

### Stúdióalbumok
- Headstrong (2007)
- Guilty Pleasure  (2009)
- Symptoms  (2019)

### Filmzenei albumok
- High Scool Musical Soundtrack  (2006)
- High Scool Musical 2 Soundtrack (2007)
- High School Musical Hits Remixed (2007)
- High School Musical Special Edition (2007)
- Disney Channel Holiday (2007)
- Radio Disney (2007)
- The Little Mermaid Soundtrack (2007)
- Disney Mania 4 (2007)
- Disney Mania 5 (2007)

### Kislemezek
- Kiss The Girl (2006)
- Last Christmas (2006)
- Time After Time (2007)
- Heaven is a Place on Earth (2007)
- Shadows Of The Night (2007)
- Never Gonna Give You Up (2008)
- Too Many Walls (2008)
- I Wanna Dance (2008)
- If My Life Was A Movie (2008)
- Time's Up (2009)

### Videóklipek
- Kiss The Girl (2006)
- Be Good To Me (2007)
- He Said She Said (2007)
- Not Like That (2007)
- Suddenly (2007)
- It's Alright It's OK (2009)
- Crank It Up (2009)

### Koncertturnék
- High School Musical: The Concert (2006–2007)
- Headstrong Tour Across America (2007)

### DVD-k
- There's Something About Ashley (2007)